# Pantheon (Londra)

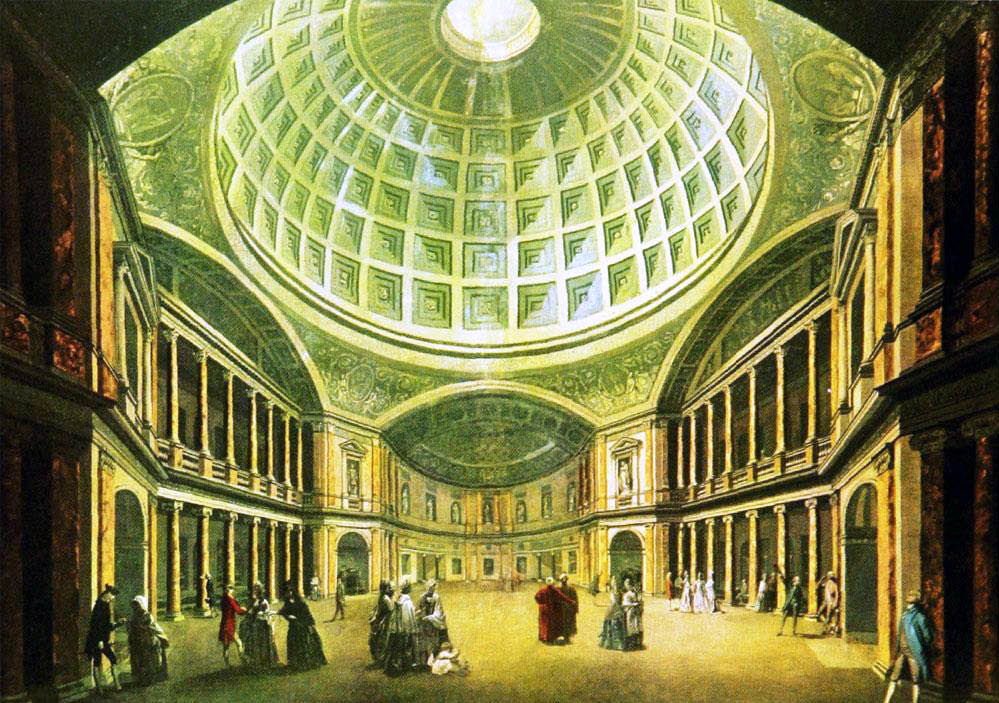
Dipinto raffigurante l'interno del Pantheon

Il Pantheon di Londra è stato un luogo di pubblico intrattenimento che sorgeva in Oxford Street.

## Storia e descrizione
Progettato da James Wyatt (a quel tempo giovane e promettente architetto, che con questo lavoro acquistò una fama immediata) che si ispirò alla bizantina Basilica di Santa Sofia di Istanbul, fu costruito a partire dal 1769 e inaugurato nel 1772.
La grande sala principale era sormontata da una cupola. Fra alterne vicende il Pantheon fu utilizzato come teatro fino al 1814, ma già l'edificio originario era stato distrutto da un incendio nel 1792  e ricostruito, in forme leggermente diverse, nel 1795. Dopo la definitiva chiusura fu utilizzato prima come bazar e poi come show room di un commerciante di vini.
Venne demolito nel 1937.